# Free Pascal

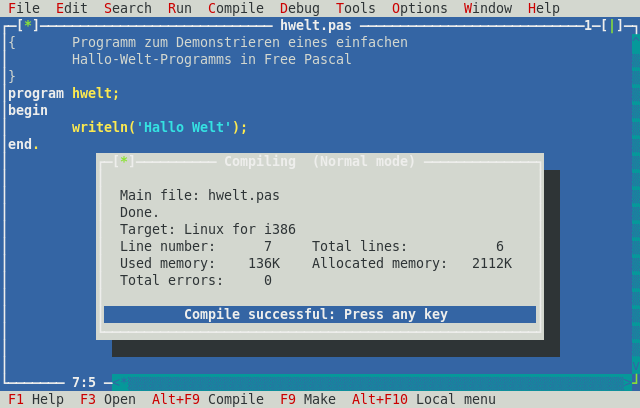
A Free Pascal saját felülete

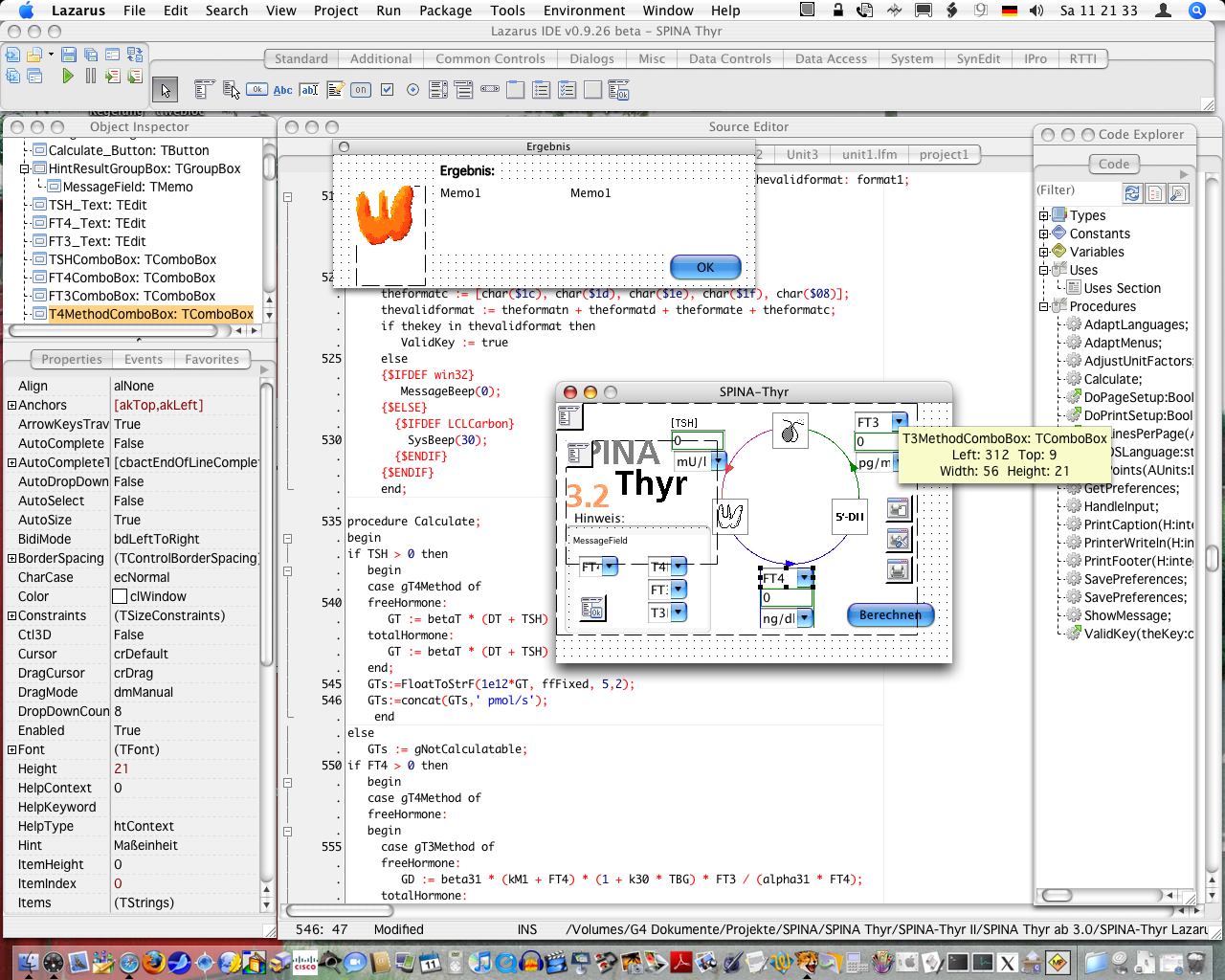
Lazarus

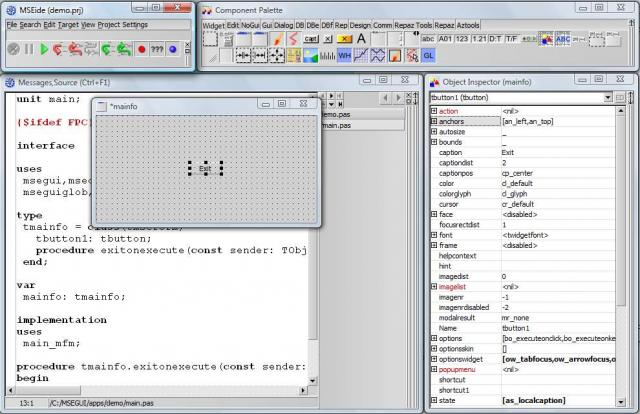
MSEide

A Free Pascal egy professzionális 32 és 64 bites Pascal fejlesztői környezet, amely GNU General Public License alatt hozzáférhető. Képes többféle (közöttük történelmi MAC compilerek) nyelvjárás kezelésére. A beépített assembly támogatás lehetővé teszi assembly betétek egyszerű integrálását. Rendelkezik karakteres és grafikus felületű IDE-vel (Lazarus).

## Jellegzetességek
A rendszer messzemenőkig kompatibilis a Turbo Pascal 7.0 illetve Mac Pascal módban a Think Pascallal és a MetroWerks Pascallal.
A Free Pascal többféle IDE-vel használható:
- Free Pascal IDE: Szöveges módú a Turbo Pascaléhoz hasonló fejlesztői környezet.
- Lazarus: A Delphihez hasonló gyors alkalmazásfejlesztő (RAD) környezet[3], amely támogatja a vizuális komponensek (VCL) használatát.
- MSEide+MSEgui: Svájci programozók által fejlesztett grafikus IDE amely Linux és Windows alatt használható. [4]
- Dev-Pascal: Teljes értékű fejlesztőkörnyezet Free Pascalhoz és GNU Pascalhoz. Alkalmas konzol és ablakozó alkalmazások, valamint DLL-ek készítésére.[5]
- Open Sibyl: GUI, amely képes kihasználni az OS/2 specifikus lehetőségeket.[6]

## A projekt rövid története
A Free Pascal compiler egy 32 vagy 64 bites Turbo Pascal és Delphi kompatibilis Pascal compiler, amely több platformot támogat. A compiler eleinte Turbo Pascal segítségével készült azonban ma már képes lefordítani a saját forráskódját.
Rövid áttekintés dátumokban:
- 1993.03.: A projekt elindul
- 1993.10.: Működik az első kis program
- 1995.03.: Képes a saját forráskódját lefordítani
- 1996.03.: Megjelenik az Interneten
- 2000.07.: 1.0 verzió
- 2005.05.: 2.0.0 verzió
- 2007.09.: 2.2.0 verzió
- 2009.12.: 2.4.0 verzió
- 2012.01.: 2.6.0 verzió
- 2015.11.: 3.0.0 verzió

## Rendszerkövetelmények

### x86 rendszerek
- Legalább 386 processzor azonban 486 javasolt
- Mac OS X rendszerekben Mac OS X 10.4 vagy frissebb, telepített developer tools

### PowerPC
- Tetszőleges PowerPC processzor
- 16 MB of RAM
- Mac OS classic version System 7.5.3 vagy frissebb
- Mac OS X esetén Mac OS X 10.3 vagy frissebb, telepített developer tools
- Egyéb operációs rendszerek esetén a Free Pascal bármilyen rendszeren elfut, amin az operációs rendszer

### ARM architecture
- 16 MB RAM
- Tetszőleges ARM Linux

### Sparc architecture
- 16 MB of RAM
- Tetszőleges Sparc Linux
- Solaris kísérleti (experimential)

## Támogatott operációs rendszerek
- Linux
- FreeBSD
- NetBSD
- Haiku
- Mac OS X/iOS/Darwin
- DOS
- Win32
- Win64
- WinCE
- OS/2
- Solaris
- Symbian
- MorphOS
- Nintendo GBA
- Nintendo DS
- Nintendo Wii
- Android

## Támogatott processzorok
- Intel x86
- AMD64/x86-64
- PowerPC
- PowerPC64
- SPARC
- ARM
- m68K processzorokat a régebbi verziók támogatják

## Támogatott adatbázis formátumok
- Advantage
- Microsoft SQL Server
- Interbase
- MySQL
- PostgreSQL
- Oracle Database
- Firebird
- SQLite
- Sybase Adaptive Server Enterprise
- ODBC
- FoxPro
- DBase
- Paradox
- Text fájl alapú adatbázis [7]

## Külső hivatkozások
- A Magyar Lazarus Közösség honlapja (felhasználói fórum)